# Lotus longesiliquosus
Lotus longesiliquosus là một loài thực vật có hoa trong họ Đậu. Loài này được R.Roem. miêu tả khoa học đầu tiên.